# The Darkness (groupe)
Pour l’article homonyme, voir The Darkness.
The Darkness est un groupe de hard rock britannique, originaire du Lowestoft, Suffolk. Il est actuellement composé de quatre membres, Dan Hawkins (guitare), Justin Hawkins (guitare, chant et clavier), Frankie Poullain (basse), et Rufus Tiger Taylor (batterie).
The Darkness se popularise avec la sortie de son premier album, Permission to Land, en 2003. Précédé par les singles I Believe in a Thing Called Love, Growing on Me, Get Your Hands off My Woman, et Love is Only a Feeling, l'album est certifié disque de platine au Royaume-Uni avec plus d'1 300 000 exemplaires vendus. En 2004, le groupe remporte trois Brit Awards dans les catégories « meilleur groupe britannique », « meilleur groupe de rock britannique », et « meilleur album britannique ».
Le 15 mars 2011, The Darkness annonce une réunion avec le bassiste Frankie Poullain, dont une au Download Festival et au Isle of Wight Festival en 2012. Leur troisième album, Hot Cakes, est publié le 20 août 2012. Ed Graham quittera le groupe sentant que les tournées du groupe affluaient sur sa vie privée. En 2015, un quatrième album est annoncé, Last of Our Kind, et publié le 2 juin 2015. Un cinquième album est prévu pour 2017.
Les influences du groupe The Darkness sont larges : de Queen à AC/DC en passant par Aerosmith, Dire Straits, le rock psychédélique et électronique, sans oublier le groupe Thin Lizzy, dont les deux frères sont fans et qui leur a inspiré leurs parties à deux guitares harmonisées lors des solos.

## Biographie

### Succès et déclin (1999–2006)
En 2003 sort l'album Permission to Land, imposant ainsi le style du groupe, entre gros son, mélodies suaves, tandis que les textes tournent autour de quelques thèmes, sexe, masturbation (Holding My Own, Growing on Me), drogue (Givin'Up). Cet album s'est vendu à 3,5 millions d'exemplaires[réf. nécessaire].
Le chanteur, Justin Hawkins, sort ensuite un album solo, The British Whale, précédé d'un single, This Town ain't Big Enough for the Both of Us, reprise du groupe Sparks, dont les membres, les frères Mael, figurent dans le clip. Le groupe The Darkness s'est également engagé dans l'humanitaire : ils chantent pour les victimes du tsunami (Do They Know It's Christmas ?).
Après le départ du bassiste et son remplacement, The Darkness font leur introspection, et livrent en 2005 leur tout nouvel album, One Way Ticket to Hell and Back. L'influence de Queen se fait nettement ressentir dans certains morceaux comme Blind Man, Knockers ou English Country Garden. Le glam rock, qui caractérisait leur premier album, est toujours présent sur des morceaux comme  One Ticket to Hell ou Is It Just Me. En octobre 2006, après une cure de désintoxication, Justin Hawkins quitte le groupe, qui se rebaptise alors Stone Gods en 2007 et dont la place de chanteur est dorénavant occupée par le bassiste Richie Edwards.

### Réunion etHot Cakes(2011–2013)

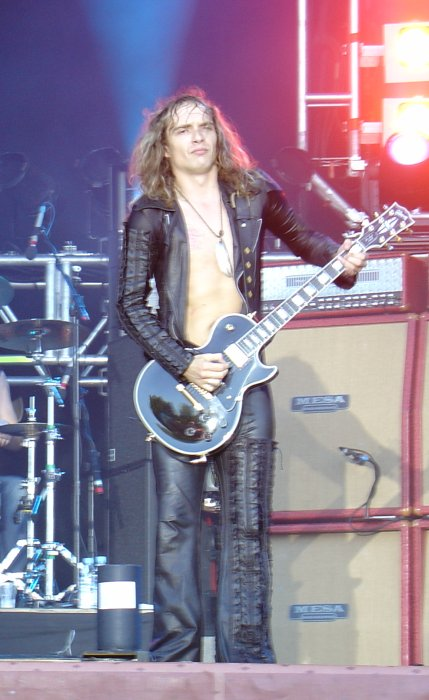
Justin Hawkins en Finlande, au Ankkarock.

En mars 2011, le groupe se reforme. Ils jouent à Norwich, Leamington et au Shepherd's Bush Empire de Londres, avant de jouer au Download Festival. Ils jouent ensuite au 100 Club avec Dark Stares et le guitariste de Queen, Brian May et Rufus Hound. Le groupe tourne au Japon, au Royaume-Uni, et en Irlande.
Une nouvelle chanson, Nothing's Gonna Stop Us, est publié librement en février 2012. Ils tournent en Amérique du Nord, avec Crown Jewel Defense et Foxy Shazam, puis jouent au Sweden Rock Festival de Sölvesborg, en Suède et à la 18e édition du Przystanek Woodstock. Les singles Every Inch of You et Everybody Have a Good Time sont publiés en mai et juin 2012, respectivement, avant le troisième album, Hot Cakes, qui est publié en août. En été, The Darkness joue plusieurs dates, dont le Big Top Tent en tête d'affiche du Isle of Wight Festival, et ouvrent en Europe et en Afrique la tournée The Born This Way Ball de Lady Gaga.
Une chanson à part, The Horn, est publié librement à la fin de 2013.
La guitare Gibson Les Paul Black Beauty de Dan Hawkins lui a été offerte par Jimmy Page. Il s'agit en fait d'une guitare commandée par Jimmy Page auprès du Custom Shop de Gibson. La trouvant trop lourde, ce dernier la refusa et Dan Hawkins put l'acquérir. Par la suite, Dan change le micro aigu et remplace le vibrato Bigsby par un Tune-o-matic.

### Last of Our Kind(depuis 2014)
Le groupe annonce en novembre 2014, via sa page Facebook, qu'il se sépare de son batteur Ed Graham. En décembre 2014, Emily Dolan Davies est annoncée au poste de batteur. Elle participe au nouvel album Last of Our Kind dont la sortie est annoncée pour le 1er juin 2015 et apparaît dans le clip vidéo du single Open Fire.
Le 20 avril 2015, le groupe annonce sur Facebook qu'Emily Dolan Davies quitte le groupe pour poursuivre de nouveaux projets. Peu après, il est annoncé que le nouveau batteur n'est autre que Rufus Tiger Taylor, fils de Roger Taylor, batteur du célèbre groupe Queen. Ils sont annoncés au Planet Rockstock 2015, organisé à Trecco Bay du 4 au 7 décembre 2015. The Darkness jouera la fin le 6 décembre. Le 20 novembre 2015, le groupe publie un single spécial Noël intitulé I Am Santa sur YouTube.
En 2016, Frankie Poullain explique qu'ils travaillent toujours sur un documentaire.
Le groupe a en effet été suivi sur plusieurs années. L'équipe qui entoure le groupe annonce qu'une campagne de financement est en cours en juin 2017 sur Indiegogo, un site web de financement participatif, pour aider le documentaire "The Darkness Documentary" à sortir.
En mars 2017 sur le site PledgeMusic, Justin Hawkins annonce que le cinquième album du groupe est prévu pour septembre 2017.